# Pseudomogrus salsicola
Espèce
Synonymes
- Attulus salsicola Simon, 1937

Pseudomogrus salsicola, la Saltique des plages, est une espèce d'araignées aranéomorphes de la famille des Salticidae.

## Distribution
Cette espèce se rencontre de la France à Israël.

## Habitat
Cette espèce est inféodée aux milieux dunaires.

## Description
Pseudomogrus salsicola est une saltique de couleur beige et marron. Les motifs sont variables mais une bande foncée est présente sur l'abdomen. Les mâles ont souvent un céphalothorax plus sombre que les femelles.
La carapace du mâle décrit par Logunov et Marusik en 2003 mesure 1,76 mm de long sur 1,55 mm et l'abdomen 1,65 mm de long sur 1,15 mm et la carapace de la femelle 2,05 mm de long sur 1,78 mm et l'abdomen 2,80 mm de long sur 2,13 mm. Cette espèce est proche de la saltique enrubanné (Pseudomogrus univittatus).

## Systématique et taxinomie
Cette espèce a été décrite sous le protonyme Attulus salsicola par Simon en 1937. Elle est placée dans le genre Yllenus par Prószyński en 1968, dans le genre Logunyllus par Prószyński en 2016, puis dans le genre Pseudomogrus par Marusik et Blick en 2019.

## Menaces
Pseudomogrus salsicola est principalement menacé par le tourisme, qui entraîne une surfréquentation et un piétinement de son habitat, et par l’érosion du littoral sous l’effet des vagues lors des tempêtes. Le changement climatique et la montée des eaux représentent également des menaces croissantes. Certains aménagements destinés à protéger les côtes de l’érosion par enrochement peuvent aussi contribuer à la régression de son habitat.

## Publication originale
- Simon, 1937 : Les Arachnides de France. Tome VI. Synopsis générale et catalogue des espèces françaises de l'ordre des Araneae ; 5e et dernière partie, vol. 6, p. 979-1298.